# Alfredo Marceneiro

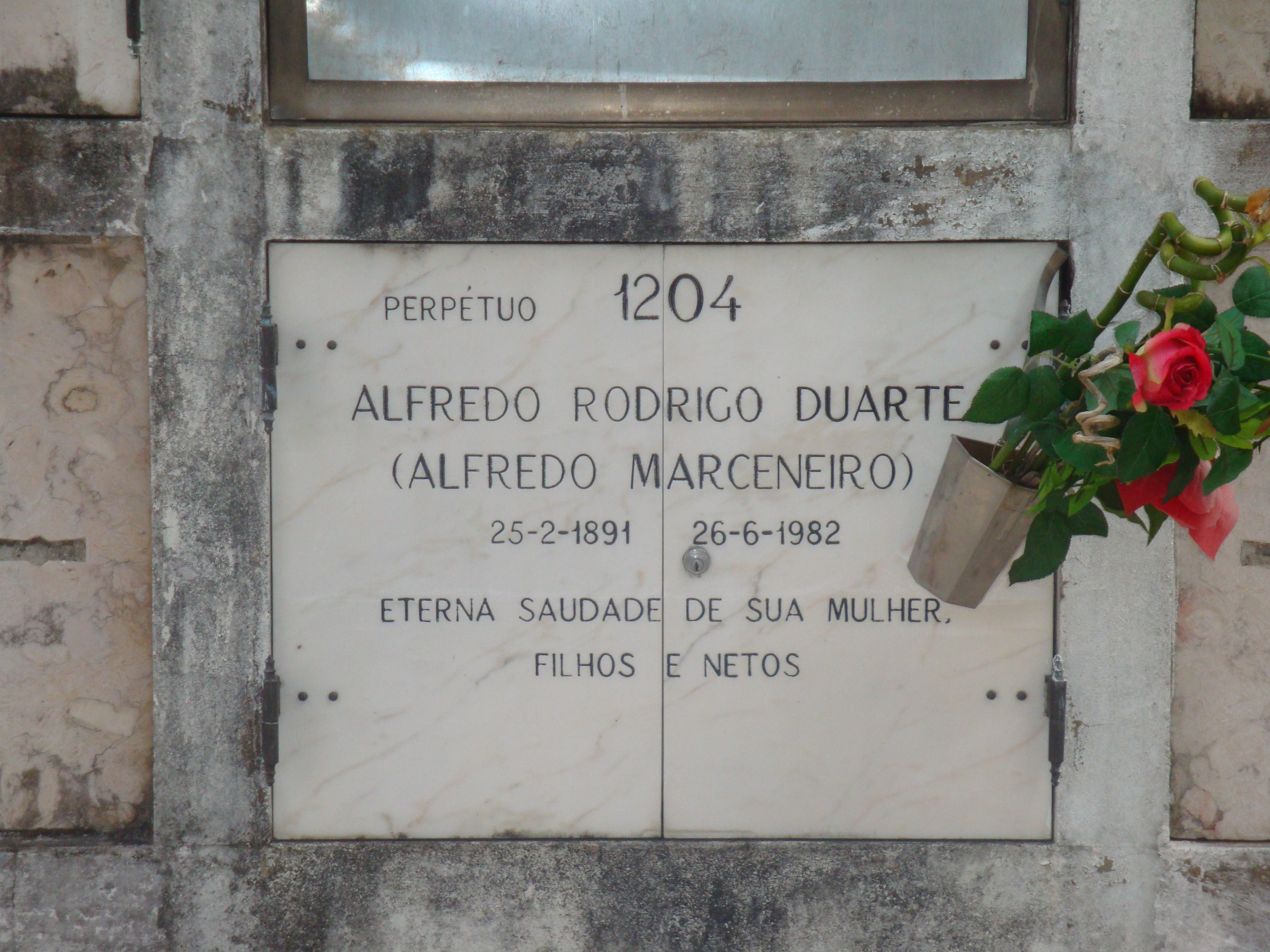
Tumba de Alfredo Marceneiro

Alfredo Rodrigues Duarte  (25 de febrero de 1891, Lisboa; 26 de junio de 1982, Lisboa), conocido artísticamente como Alfredo Marceneiro debido a su profesión (carpintero), fue un fadista portugués que marcó una época del género.